# Jürgen Fried

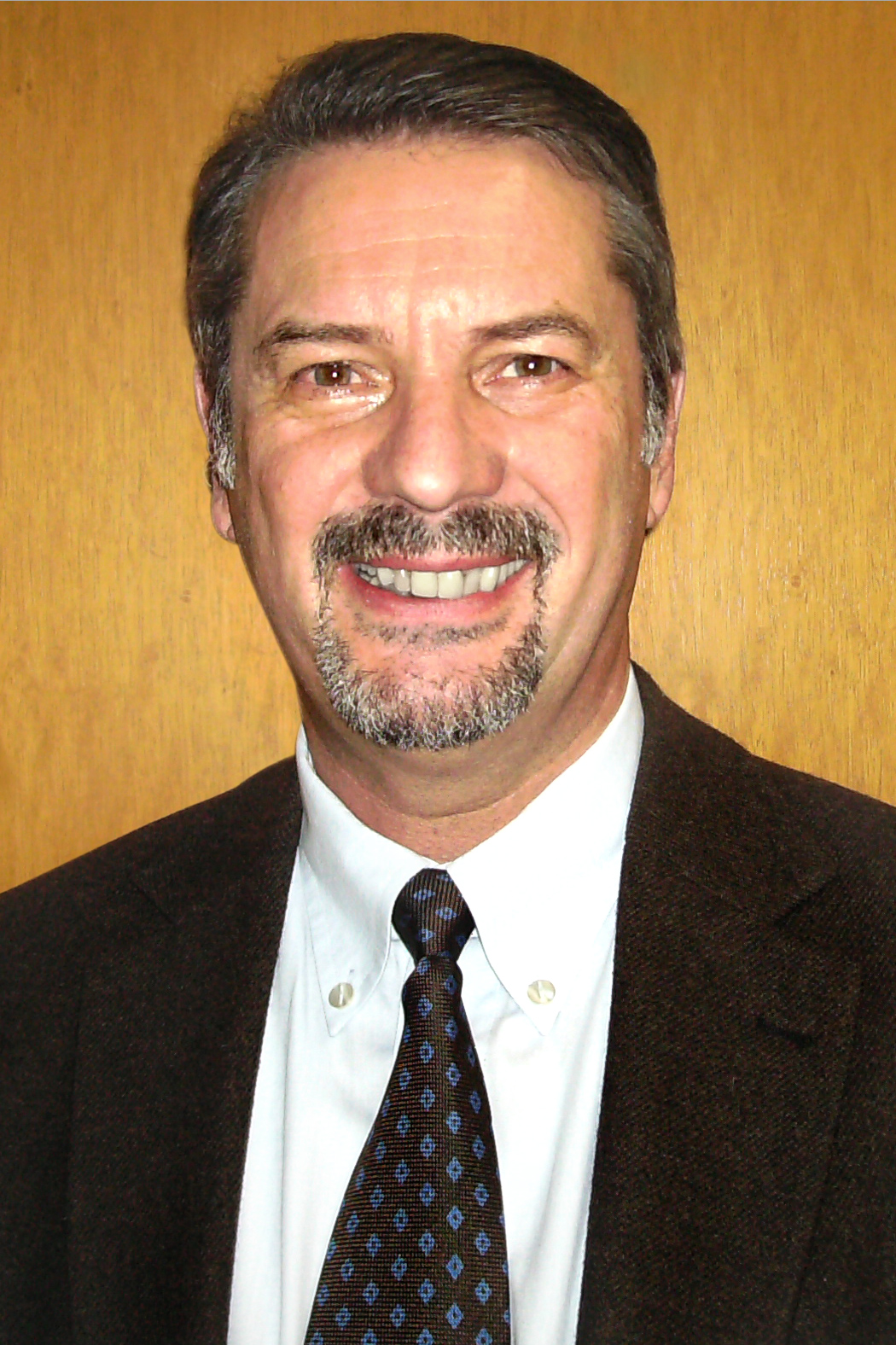
Jürgen Fried

Jürgen Fried (* 14. Oktober 1953 in Neunkirchen) ist ein deutscher Politiker (SPD) und ehemaliger Oberbürgermeister a. D. der saarländischen Kreisstadt Neunkirchen.

## Biographie
Fried wuchs in seiner Geburtsstadt Neunkirchen auf, besuchte die Grundschule und das Gymnasium am Krebsberg, an dem er 1972 sein Abitur ablegte. Von 1972 bis 1974 leistete er seinen Wehrdienst in Zweibrücken und Sonthofen ab; er verließ die Bundeswehr als Leutnant der Reserve. 1974 begann er an der Saarbrücker Universität des Saarlandes ein Studium der Rechtswissenschaften, das er 1981 mit dem ersten juristischen Staatsexamen erfolgreich abschloss. Nach einem zweijährigen Rechtsreferendariat legte er 1983 das zweite juristische Staatsexamen ab. Von 1984 bis 2000 arbeitete er als Rechtsanwalt – seit 1987 als gleichberechtigter Sozius – in einer Neunkircher Anwaltssozietät. Von 2000 bis 2009 war Fried Bürgermeister der Kreisstadt Neunkirchen.
Neben seiner Tätigkeit als Rechtsanwalt gründete Fried in Neunkirchen 1990 die Filmproduktionsgesellschaft "Ruschel & Fried", die bis zum Jahr 1999 bestand. Das Unternehmen widmete sich Filmproduktionen im Bereich des Dokumentarfilms und war bis 1999 tätig. Eine seiner Filmproduktionen ("Totenglocken im Walzertakt") wurde im Rahmen des internationalen Saarbrücker Filmfestivals "Max-Ophüls-Preis" 1997 aufgeführt.
Jürgen Fried ist verheiratet mit der Rechtsanwältin Margrit Fried, mit der er eine Tochter hat.

## Politik
Seit 1983 ist Jürgen Fried Mitglied der SPD. Von 1994 bis 2000 war er Stadtrat in Neunkirchen als Mitglied der SPD-Fraktion. Im Jahr 2000 wurde er zum Bürgermeister der Kreisstadt Neunkirchen gewählt. Die Schwerpunkte seiner politischen Arbeit liegen in den Bereichen Familienpolitik, Ausländerpolitik (Entwicklung eines Neunkircher Integrationskonzepts) und Kulturpolitik (Kulturentwicklungsplanung und Stadtmarketing). Als Bürgermeister der Stadt Neunkirchen widmet sich Fried in besonderer Weise der Stadtentwicklungsplanung, insbesondere der Fortführung eines Strukturwandels von der früheren Schwerindustrie im Montanbereich hin zu einem modernen Produktionsstandort mit Dienstleistungsangeboten und Versorgungseinrichtungen.
Jürgen Fried wurde am 7. Juni 2009 mit einem Stimmenanteil von 64 Prozent für die Zeit von 10 Jahren zum Oberbürgermeister der Kreisstadt Neunkirchen gewählt. Weiterhin wurde Fried am 2. November 2013 einstimmig zum Präsidenten des Saarländischen Städte- und Gemeindetages gewählt.
Bei den Kommunalwahlen am 26. Mai 2019 stand Fried aus Altersgründen nicht erneut zur Wahl. Am 30. September 2019 wurde er aus dem Amt verabschiedet.

## Ehrenamtliche Tätigkeiten
Fried übernahm im Bereich saarländischer Sportverbände etliche Ehrenämter und engagierte sich neben seiner Verbandsarbeit in seinem lokalen Umfeld. Von 1986 bis 1990 war er Vorsitzender des einheimischen Bürgervereins und brachte sich in verschiedenen Funktionen in lokale Sportvereine ein. Von 1993 bis 1999 bekleidete er die Position des Vizepräsidenten im Handballverband Saar, dessen Präsident er 1999 wurde. Dieses Amt übte er bis zum Jahr 2008 aus, danach wurde er zum Ehrenpräsidenten des Verbandes ernannt. Seit dem Jahr 2006 ist Fried Präsidiumsmitglied des saarländischen Landessportverbands.
Im August 2009 wurde Fried nach dem plötzlichen und unerwarteten Tod seines Nachfolgers Bernhard Gill erneut zum Präsidenten des Handballverbandes Saar gewählt, wollte nach eigenem Bekunden aber nur noch für eine Übergangszeit zur Verfügung stehen. Im Oktober 2011 trat der zuvor gewählte Eugen Roth dann seine Nachfolge als Präsident an.